# Philip Davies

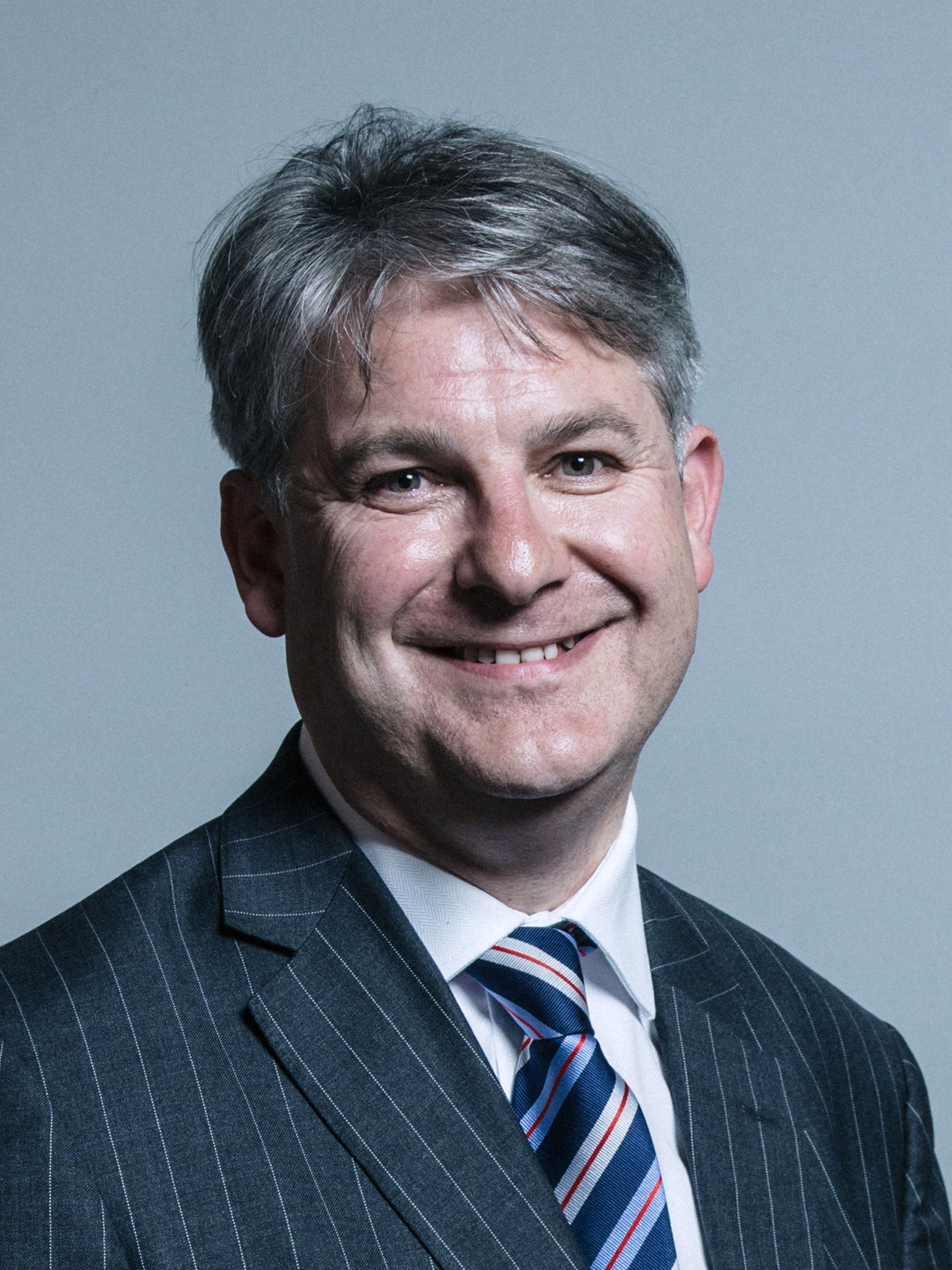
Davies w 2017

Philip Davies (ur. 5 lutego 1972 roku w Doncaster) – brytyjski polityk, jeden z najbardziej znanych członków Brytyjskiej Partii Konserwatywnej. Poseł do Izby Gmin z okręgu Shipley w Zachodnim Yorkshire (2005–2024).
Z wykształcenia historyk, ukończył też nauki polityczne. Od 1988 członek Partii Konserwatywnej. Poseł Davies znany jest z nieprzejednanej postawy wobec UE - na wiecu partii w 2005 nawoływał do wystąpienia UK z UE. Znany także z apelu do brytyjskich muzułmanów, by wywiesili flagę brytyjską na meczetach w celu zademonstrowania lojalności wobec Korony i kraju.
Jego ojcem jest Peter Davies, wybrany burmistrzem Doncaster w 2009.